# Tipula (Sinotipula) savtshenkoana
Tipula (Sinotipula) savtshenkoana is een tweevleugelige uit de familie langpootmuggen (Tipulidae). De soort komt voor in het Oriëntaals gebied.